# Philipp Meissner
Pour les articles homonymes, voir Meissner.
Philipp Adolf Philipp Ernst Meissner (ou Meißner) (né le 24 septembre 1748 à Burgpreppach, décédé le 6 juillet 1816 à Wurtzbourg) est un clarinettiste, compositeur et éducateur musical allemand. Philipp Meissner est l'un des fondateurs de l'école allemande de clarinette.

## Biographie
Philipp Meissner est né le 24 septembre 1748 à Burgpreppach, près de Hofheim in Unterfranken, et a montré des talents musicaux dès son plus jeune âge vers sept ans et un goût pour la clarinette. 
À douze ans, son père lui offre un bon instrument et le fait étudier la clarinette avec le musicien de la cour Martin Hessler. 
À l'âge de seize ans, il donne des concerts en présence du duc Adam Friedrich de Würzburg et obtient une bourse lui permettant de voyager. Après avoir quitté l'école en 1766, sur les conseils du Prince, il voyage et gagne sa vie en jouant de la musique. À Strasbourg, il entre au service du cardinal Louis-Constantin de Rohan, qui l'aide à se rendre à Paris. Pendant trois ans, Meissner se produit comme musicien de chambre dans les cours de la noblesse parisienne, puis est membre de l'orchestre de la garde royale et de l'Opéra ainsi que soliste avec un grand succès dans les « Concerts spirituels », les « Concerts d'amateurs » et à la cour royale. 
Meissner a été l'un des premiers musiciens à faire découvrir au public français le potentiel expressif de la clarinette, un instrument qui était jusqu'alors assez rare dans le pays.
En 1776, ayant déjà acquis la renommée d'un virtuose hors pair, Meissner retourne à Würzburg, où il obtient un poste de musicien de chambre de la cour dans la chapelle du prince, et il y restera pendant trente ans. Il a fait de nombreuses tournées en Allemagne et en Suisse et a fondé une école de clarinette à Würzburg, où ses élèves comprenaient Joseph Bähr, Carl Andreas Göpfert, les frères Viersnickel et Kleinhaus. Meissner est l'un des fondateurs de l'école allemande de clarinette.
Il a composé des concertos pour clarinette, des quatuors pour clarinette et cordes, des variations et autres œuvres pour cet instrument.

## Œuvres
- Harmoniestücke für Blasinstrumente (Leipzig : Breitkopf & Härtel, n.d.) (2 volumes.);
- Quatuors pour clarinette, violon, alto et violoncelle (Mayence : Schott, 1813)
- Duos pour 2 clarinettes :
  - op.3 (Mayence : Schott, n.d.),
  - op.4 (Mayence : Schott, n.d.);
  - sans n° d'op. (n.d.)
- Concertos et variations pour clarinette (manuscrits perdus)